# Commando Blindé du Cambodge
Commando Blindé du Cambodge ("Biệt kích Thiết giáp Campuchia") là một đơn vị quân sự dưới thời Campuchia thuộc Pháp. Đơn vị đặc biệt này bao gồm 11 xe tăng của quân đội Nhật bị trưng dụng trong đó có ít nhất một chiếc I-Go Kiểu 89, vài xe tăng Renault UE Chenillette và xe tải Ford hình thành từ sau Thế chiến thứ hai. Chính thức được thành lập vào ngày 16 tháng 9 năm 1945 và trực thuộc nhóm biệt kích Campuchia, nó là đơn vị thiết giáp đầu tiên của Quân đội viễn chinh Pháp vùng Viễn Đông. Đơn vị này về sau tạo thành Đại đội số 8 Trung đoàn 5 Thiết giáp vào ngày 15 tháng 9 năm 1946.